# Садовский, Иван Максимович
Иван Максимович Садовский (1912 — 7.10.1944) — командир роты 836-го стрелкового полка 240-й стрелковой дивизии 51-го стрелкового корпуса 38-й армии Воронежского фронта, лейтенант. Герой Советского Союза.

## Биография
Родился в 1912 году в селе Алексеевка ныне Сумского района Сумской области Украины в семье крестьянина-бедняка. Украинец. Окончил 7 классов. Работал в колхозе.
В Красной Армии в 1933-34 годах. Демобилизовавшись, вернулся в родное село. Трудился в колхозе. В 1938 году вторично призван в ряды Красной Армии. В 1939 году окончил курсы младших лейтенантов.
Участник Великой Отечественной войны с февраля 1943 года. Сражался на Воронежском и 1-м Украинском фронтах.
Командир роты 836-го стрелкового полка лейтенант Иван Садовский первый из своего батальона 28 сентября 1943 года под огнём противника преодолел Днепр в районе села Лютеж Вышгородского района Киевской области Украины, закрепился на правом берегу. В течение 7 дней отразил 6 контратак противника, прочно удерживал захваченный плацдарм, обеспечивая переправу частей дивизии.
Указом Президиума Верховного Совета СССР от 29 октября 1943 года за мужество и отвагу, проявленные при форсировании Днепра и в последующих боях, лейтенанту Ивану Максимовичу Садовскому присвоено звание Героя Советского Союза с вручением ордена Ленина и медали «Золотая Звезда».
Погиб в бою 7 октября 1944 года. Похоронен на площади посёлка городского типа Липканы Бричанского района Молдавии.
Награждён орденами Ленина, Красного Знамени, двумя орденами Отечественной войны 1-й степени, орденом Красной Звезды.
В селе Алексеевка именем Героя Советского Союза И. М. Садовского названа улица, на здании школы, где он учился, установлена мемориальная доска. В Сумском краеведческом музее, в уголке боевой славы местной школы представлены материалы, повествующие о его ратном пути. В городе Сумы, в начале улицы имени Героев Сталинграда, создана аллея Славы, где представлены портреты 39 Героев Советского Союза, чья судьба связана с городом Сумы и Сумским районом, среди которых и портрет Героя Советского Союза И. М. Садовского.